# 石仏町 (名古屋市)
石仏町（いしぼとけちょう）は、愛知県名古屋市昭和区の地名。現行行政地名は石仏町1丁目及び石仏町2丁目。住居表示未実施地域。

## 地理
名古屋市昭和区中央部に位置する。東は塩付通、北は天神町・塩付通に接する。

## 歴史

### 町名の由来
広路町の旧字石仏に由来する。石仏の名自体は、石畑毛が転じたという説、天正年間に石仏があったことによるという説、名古屋城築城の際に当地に石工がいたことによるという説があるという。

### 沿革
- 1938年（昭和13年）12月1日 - 昭和区広路町の一部により、同区石仏町として成立[1]。
- 1941年（昭和16年）12月24日 - 広路町・松風町・若柳町の各一部を編入する[1]。
- 1950年（昭和25年）7月15日 - 台町・松風町・広路町・明月町・恵方町の各一部を編入する[1]。

## 世帯数と人口
2019年（平成31年）1月1日現在の世帯数と人口は以下の通りである。
| 町丁   | 世帯数  | 人口    |
| ------ | ------- | ------- |
| 石仏町 | 931世帯 | 1,830人 |

### 人口の変遷
国勢調査による人口の推移
| 1995年（平成7年）  | 1,586人 | [ WEB 6 ]  |  |
| 2000年（平成12年） | 1,675人 | [ WEB 7 ]  |  |
| 2005年（平成17年） | 1,716人 | [ WEB 8 ]  |  |
| 2010年（平成22年） | 1,909人 | [ WEB 9 ]  |  |
| 2015年（平成27年） | 1,860人 | [ WEB 10 ] |  |

## 学区
市立小・中学校に通う場合、学校等は以下の通りとなる。また、公立高等学校に通う場合の学区は以下の通りとなる。
| 番・番地等 | 小学校               | 中学校               | 高等学校 |
| ---------- | -------------------- | -------------------- | -------- |
| 全域       | 名古屋市立松栄小学校 | 名古屋市立桜山中学校 | 尾張学区 |

## 施設
- 曹洞宗善昌寺[2]
- 白山社[2]
- 単立東本福寺[2]
- 神明社（藤成神社）[2]
- 昭和生涯学習センター[2]

1丁目48番地。1980年（昭和55年）6月、昭和社会教育センターとして設置。1997年（平成9年）4月、昭和生涯学習センターと改称。2016年（平成28年）4月、指定管理者制度を導入。鉄筋コンクリート造3階建で、延床面積は2,311.46平方メートル。
- 名古屋市昭和生涯学習センター
- 白山社
- 善昌寺
- 慈雲閣

## その他

### 日本郵便
- 郵便番号 : 466-0023[WEB 3]（集配局：昭和郵便局[WEB 13]）。

### WEB
1. 1 2  “愛知県名古屋市昭和区の町丁・字一覧”.   人口統計ラボ. 2017年5月21日閲覧。
2. 1 2  “町・丁目(大字)別、年齢(10歳階級)別公簿人口(全市・区別)”.   名古屋市 (2019年1月23日). 2019年1月23日閲覧。
3. 1 2  “郵便番号”.  日本郵便. 2019年1月6日閲覧。
4. ↑  “市外局番の一覧”.   総務省. 2019年1月6日閲覧。
5. ↑  名古屋市役所市民経済局地域振興部住民課町名表示係 (2015年10月21日). “昭和区の町名”.   名古屋市. 2017年5月21日閲覧。
6. ↑  総務省統計局 (2014年3月28日). “平成7年国勢調査の調査結果(e-Stat) - 男女別人口及び世帯数 －町丁・字等” (CSV). 2019年4月27日閲覧。
7. ↑  総務省統計局 (2014年5月30日). “平成12年国勢調査の調査結果(e-Stat) - 男女別人口及び世帯数 －町丁・字等” (CSV). 2019年4月27日閲覧。
8. ↑  総務省統計局 (2014年6月27日). “平成17年国勢調査の調査結果(e-Stat) - 男女別人口及び世帯数 －町丁・字等” (CSV). 2019年4月27日閲覧。
9. ↑  総務省統計局 (2012年1月20日). “平成22年国勢調査の調査結果(e-Stat) - 男女別人口及び世帯数 －町丁・字等” (CSV). 2019年4月27日閲覧。
10. ↑  総務省統計局 (2017年1月27日). “平成27年国勢調査の調査結果(e-Stat) - 男女別人口及び世帯数 －町丁・字等” (CSV). 2019年4月27日閲覧。
11. ↑  “市立小・中学校の通学区域一覧”.   名古屋市 (2018年11月10日). 2019年1月14日閲覧。
12. ↑  “平成29年度以降の愛知県公立高等学校（全日制課程）入学者選抜における通学区域並びに群及びグループ分け案について”.   愛知県教育委員会 (2015年2月16日). 2019年1月14日閲覧。
13. ↑  郵便番号簿 平成29年度版 - 日本郵便. 2019年01月06日閲覧 (PDF)

### 書籍
1. 1 2 3 4  名古屋市計画局 1992, p. 796.
2. 1 2 3 4 5 6 7  「角川日本地名大辞典」編纂委員会 1989, p. 1457.
3. 1 2  名古屋市計画局 1992, p. 347.
4. 1 2 3 4 5  名古屋市教育委員会事務局総務部企画経理課 2018, p. 217.

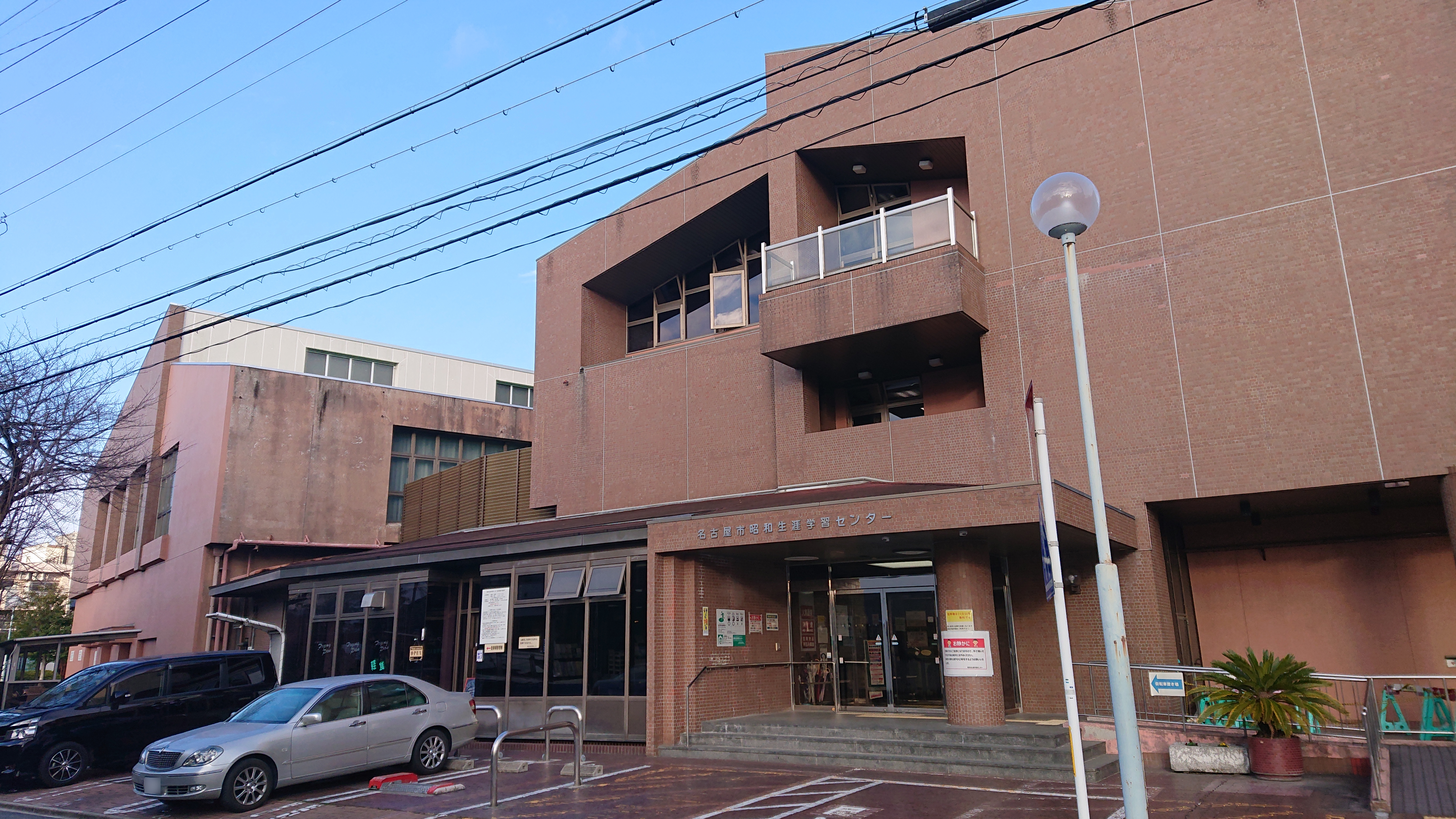
名古屋市昭和生涯学習センター
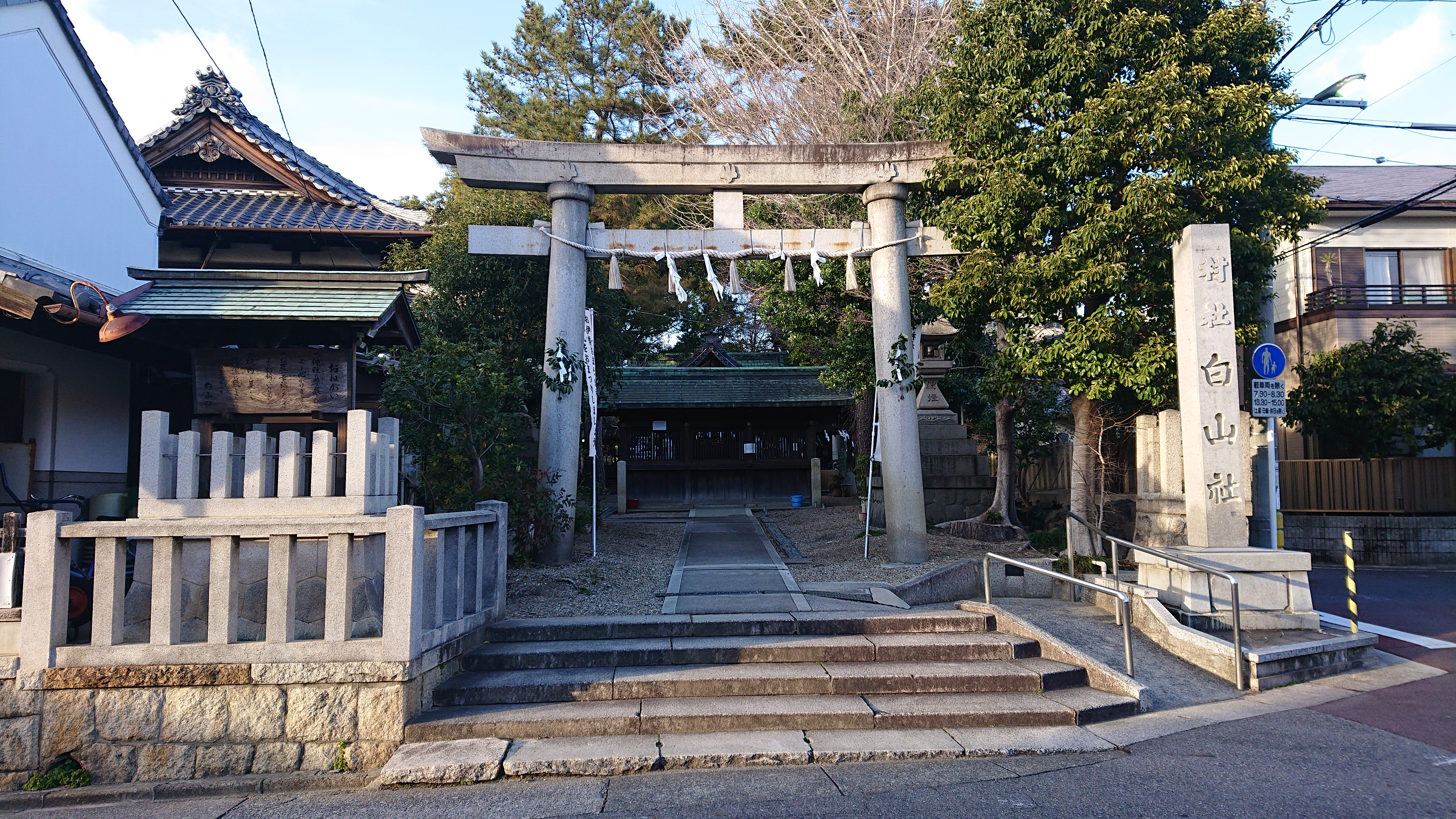
白山社
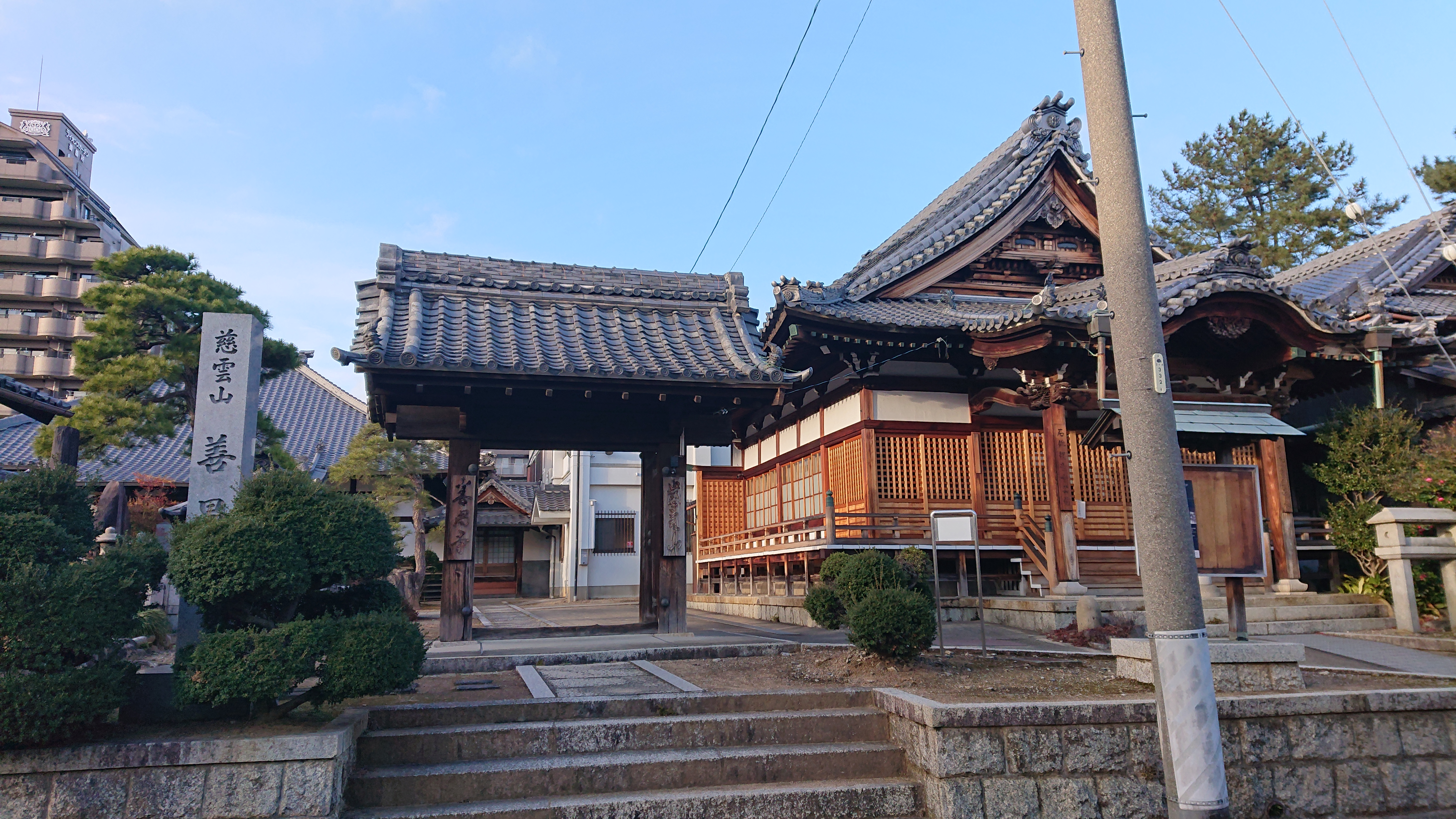
善昌寺
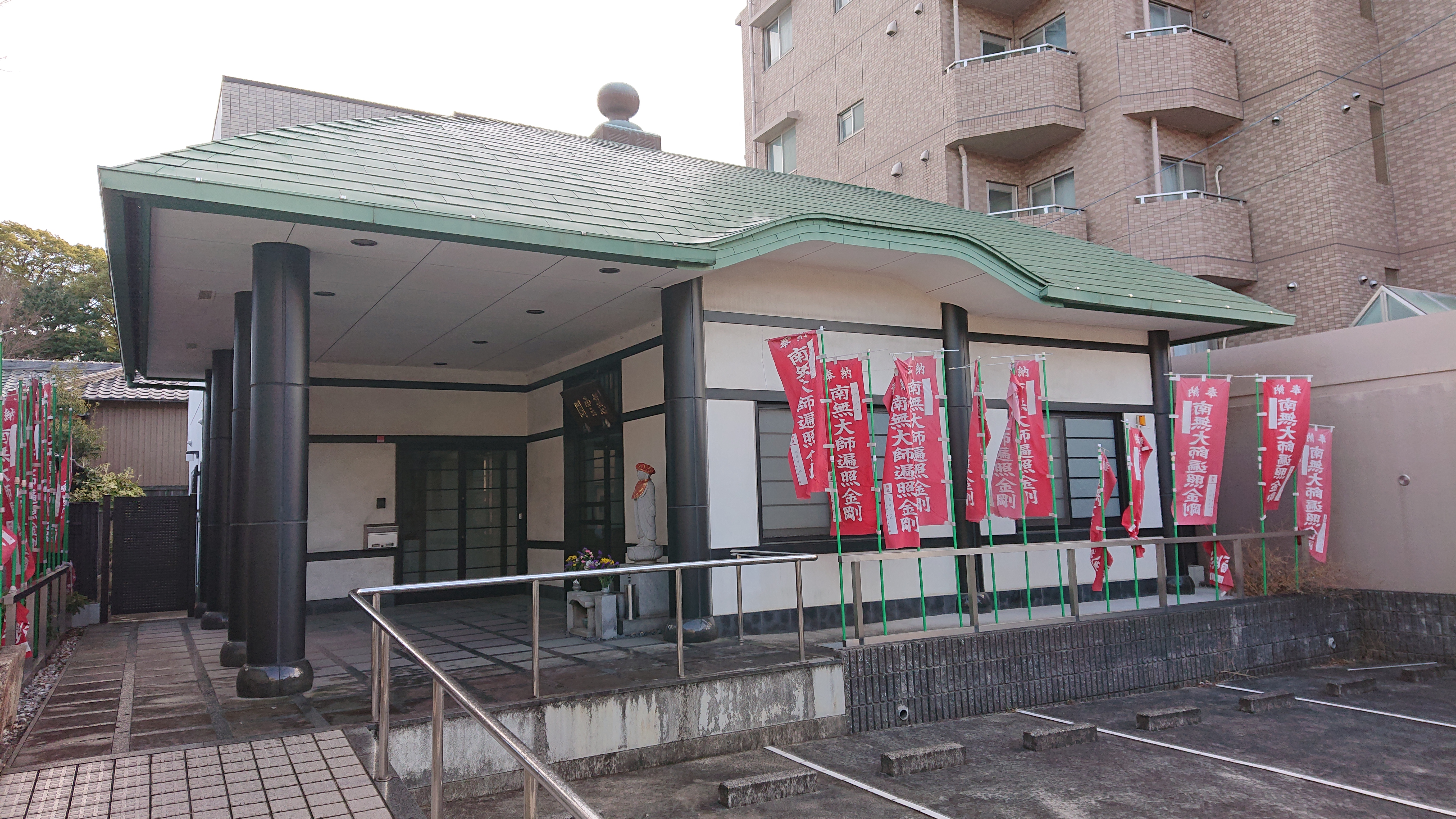
慈雲閣